# Boig per tu (sèrie de televisió)
Boig per tu (títol original en anglès, Mad About You) és una sèrie de televisió estatunidenca protagonitzada per Paul Reiser i Helen Hunt com a parella casada a la ciutat de Nova York. Inicialment, es va emetre a l'NBC del 23 de setembre de 1992 al 24 de maig de 1999, i va guanyar nombrosos premis, entre ells quatre premis Globus d'Or i dotze premis Primetime Emmy. S'ha doblat al català per a TV3.
El 6 de març de 2019, Spectrum Originals va produir un rellançament limitat de la vuitena temporada per a 12 episodis.